# 松嫩比尔
松嫩比尔是德国巴登-符腾堡州的一个市镇。总面积61.26平方公里，总人口6996人，其中男性3515人，女性3481人（2011年12月31日），人口密度114人/平方公里。